# Bahnhof Goldshöfe
Der Bahnhof Goldshöfe ist ein von den Königlich Württembergischen Staats-Eisenbahnen erbauter Bahnhof, in welchem die Bahnstrecke Goldshöfe–Crailsheim von der Bahnstrecke Stuttgart-Bad Cannstatt–Nördlingen abzweigt. Zusätzlich zu dieser Funktion als Trennungsbahnhof dient er der Anbindung der zwei Kilometer entfernten Gemeinde Hüttlingen und des Ortsteils Buch der Gemeinde Rainau. Seinen Namen hat der Bahnhof vom nahegelegenen Gehöft Goldshöfe, das heute ein Teilort des Aalener Stadtbezirks Hofen ist. Der Teil des Bahnhofs mit Stellwerk 1, Empfangsgebäude und ehemaligem Güterschuppen bis südlich des Bahnübergangs liegt ebenfalls auf dem Gebiet Aalens; der Bahnübergang und das Stellwerk 2 befinden sich auf dem Gebiet Rainaus.
Der Bahnhof wird von weniger als tausend Reisenden pro Tag genutzt.

## Geschichte
Der Bahnhof wurde am 3. Oktober 1863 mit der Strecke nach Nördlingen als Teil der damaligen Remsbahn in Betrieb genommen. Da damals die Verbindung nach Crailsheim schon in der Planung war, wurde der Bahnhof von Anfang an als Trennungsbahnhof angelegt. Die damalige Obere Jagstbahn nach Crailsheim ging 1866 in Betrieb; diese sollte im Folgenden auch die wichtigere der beiden Strecken werden, da auf ihr ein Teil des Fernverkehrs zwischen Stuttgart und Nürnberg verlief. Trotzdem wurde 1972 zunächst die Nördlinger Strecke elektrifiziert. Dies geschah im Hinblick auf die Olympischen Spiele in München, weil diese Verbindung als Umleitungsstrecke zwischen Stuttgart und München zur Verfügung stehen sollte. Erst 1985 folgte die Crailsheimer Strecke.

## Infrastruktur

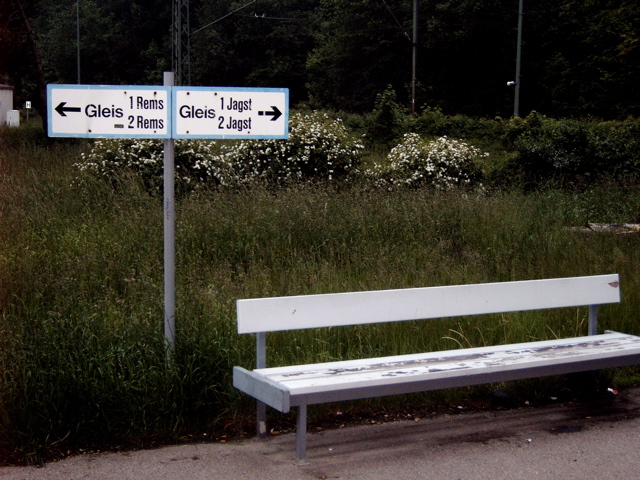
Wegweiser zu den Gleisen „Rems“ und „Jagst“

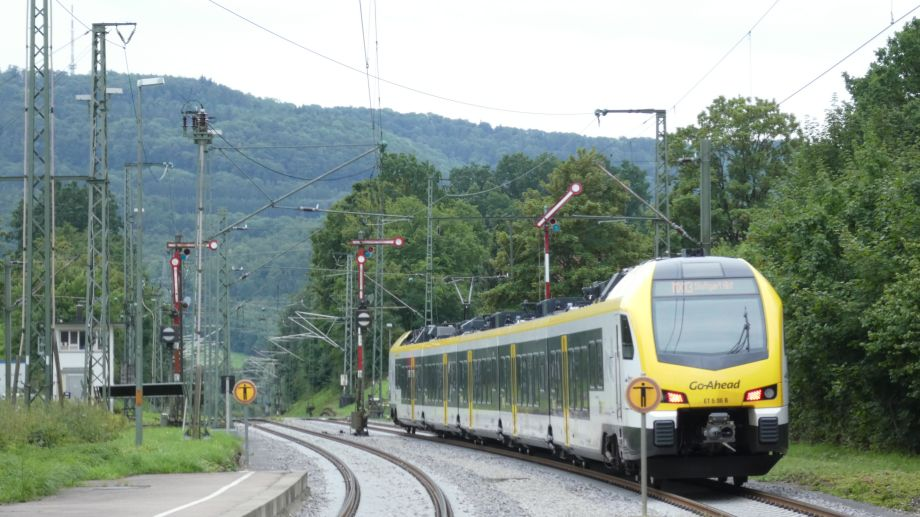
Ein Zug der Linie MEX 13 fährt aus Bf Goldshöfe aus nach Stuttgart, 2023

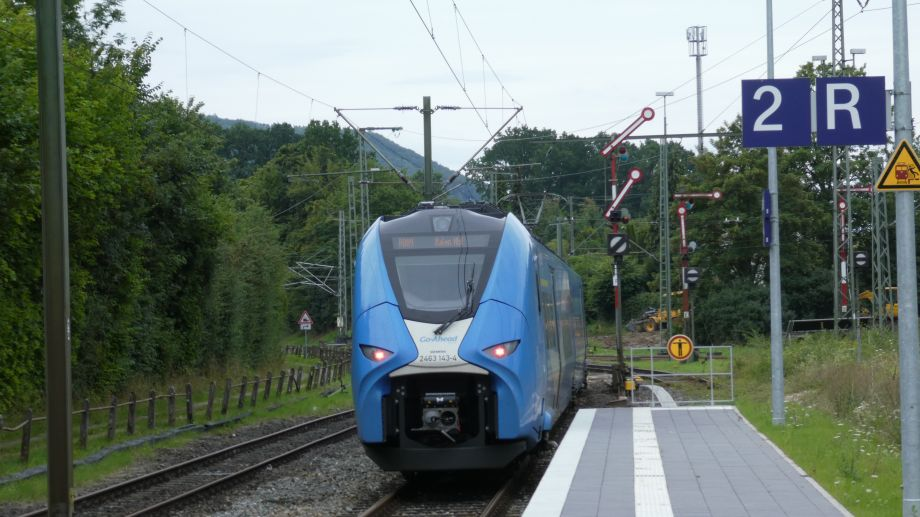
Ein Zug der Linie RB 89 fährt aus Bf Goldshöfe aus nach Aalen, 2023

Das in Privatbesitz befindliche Empfangsgebäude mit T-Grundriss entspricht der damals in Württemberg angewendeten Bauweise und steht zwischen den beiden Strecken, die sich vor dem Gebäude trennen. Jede Strecke weist zwei Bahnsteiggleise auf. Im weiteren Verlauf sind die Strecken nach Crailsheim und Nördlingen jeweils eingleisig, während die Strecke nach Aalen über zwei Gleise verfügt. Die Gleise beider Strecken tragen jeweils die Nummern 1 und 2; zur Unterscheidung tragen sie den Zusatz „Jagst“ beziehungsweise „Rems“ (nach der Remsbahn, der alten Bezeichnung dieses Abschnittes der Riesbahn). Im Fahrplan werden die Zusätze zu „J“ und „R“ abgekürzt. Die Bahnsteige sind niedrig (38 cm über Schienenoberkante oder weniger) und nicht durch Unterführungen zu erreichen, sondern durch Bohlenüberwege. Das Gleis „Rems 1“ ist heute stillgelegt.
Die Gleisverbindung vom Bahnhofsteil „Rems“ zur Oberen Jagstbahn, die seinerzeit gebaut wurde, um von der Ortsgüteranlage an der Nördlinger Strecke direkt nach Crailsheim fahren zu können, war bis 1985 in Betrieb. Durch die Außerbetriebnahme wurde aus dem Inselbahnhof ein Keilbahnhof.
An Hochbauten ist noch ein Güterschuppen vorhanden, der seine Funktion allerdings zwischenzeitlich verloren hat.
Die durchgehenden Hauptgleise verlaufen im Bahnhofsbereich größtenteils in Bögen, mit minimalen Radien von rund 470 m (Riesbahn) bzw. 610 m (Obere Jagstbahn).
Im August 2021 wurde die Planung eines Bahnsteigs am Gleis von Nördlingen nach Stuttgart (2R) ausgeschrieben. Es soll ein 140 m langer, 2,50 m breiter und 76 cm (über Schienenoberkante) hoher Bahnsteig auf dem bisherigen Gleis 1R entstehen. Die Bahnsteigerhöhung wurde 2022 umgesetzt.

### Ausblick
Für die Zukunft plant die Deutsche Bahn eine Umgestaltung des Bahnhofes, bei der die Bahnübergänge der beiden Strecken, die sich nordöstlich des Gebäudes befinden, mittels Gleisverschwenkung durch einen einzigen Bahnübergang ersetzt werden sollen. Auch sollen die beiden an den Bahnhofsköpfen vorhandenen, 1938 in Betrieb genommenen mechanischen Stellwerke samt dem zugehörigen, im Empfangsgebäude untergebrachten Befehlsstellwerk von 1955 durch ein Elektronisches Stellwerk (ESTW) ersetzt werden. Die Bahnübergangs- und Stellwerksmaßnahme sind jeweils Gegenstand eines Planfeststellungsverfahrens.
Im Oktober 2016 wurde ein Planfeststellungsantrag für die Stellwerksmaßnahme gestellt. Der Planfeststellungsbeschluss erging im Februar 2021. Das Befehlsstellwerk und die beiden Wärterstellwerke sollen durch eine örtlich bediente, einstöckige ESTW-Zentrale südlich des Empfangsgebäudes ersetzt werden. Im Zuge dieser Maßnahme sind auch Spurplanoptimierungen vorgesehen: Die Geschwindigkeit im westlichsten Bahnhofsgleis (Crailsheim–Goldshöfe, heute 2J, zukünftig 1) soll von 90 auf 100 km/h angehoben werden und entspricht damit zukünftig der im Gleis Richtung Crailsheim zulässigen Geschwindigkeit. Die Geschwindigkeit im Gleis der Riesbahn (heute 2R, zukünftig 4) soll von 60 auf 80 km/h bzw. von 80 auf 100 km/h angehoben werden.
Unter anderem ist dazu geplant, die nordöstlichste Weiche des Bahnhofs (zukünftig aufgelassenes Gleis 3) auszubauen und die Überhöhung im verbliebenen Gleis der Riesbahn von 100 auf 125 mm anzuheben. Die Gleise sollen zukünftig, von West nach Ost, von 1 bis 5 durchnummeriert werden.
Der am 11. Juni 2018 beantragte Plan für die Beseitigung der drei Bahnübergänge im Bahnhofsbereich wurde am 19. August 2019 festgestellt. Die drei Übergänge sollen durch eine 77 m lange, vierfeldrige Straßenbrücke, die etwa 50 m nördlich des Empfangsgebäudes verlaufen soll, ersetzt werden. Der südlich an den Bahnhof anschließende Bahnübergang Staudenfeld, bislang eine Anrufschranke, soll im Zuge der ESTW-Maßnahme umgebaut und in die neue Sicherungstechnik einbezogen werden. Die Kosten von rund 9 Millionen Euro werden durch den Landkreis und mehrere Kommunen getragen (Stand: 2015). Gegen den Planfeststellungsbeschluss wurden Rechtsmittel eingelegt. Dadurch verzögerte sich der für Frühjahr 2020 geplante Baubeginn. Nachdem Klagen von Anwohnern beigelegt waren und der Planfeststellungsbeschluss im Mai 2023 rechtskräftig wurde, sollten bauvorbereitende Maßnahmen noch im gleichen Jahr beginnen. Die Baumaßnahmen sollen 2027 abgeschlossen werden. Die ursprünglich geplanten Kosten von etwa 15 Millionen Euro sollen überschritten werden. Vorarbeiten begannen letztlich 2024, die Hauptbaumaßnahmen sollen 2025 starten.
Der Bahnhof ist ferner Teil eines Ende 2019 vorgestellten Bahnhofsmodernisierungsprogramms, in dessen Rahmen in den Jahren 2020 bis 2029 Bahnhöfe in Baden-Württemberg modernisiert und barrierefrei umgebaut werden sollen. Das Programm wird durch Deutsche Bahn, Land und Kommunen finanziert.
Im Dezember 2021 folgte die Ausschreibung für die Planung der beiden Bahnsteige an der Jagstseite. Die Bahnsteige sollen auf eine Baulänge von 140 m verlängert werden. Auf 50 m Länge soll eine Höhe über 55 cm hergestellt werden, im übrigen Bereich von 76 cm. Eine Verlegung und Anbindung des Bahnsteigs an die geplante Straßenbrücke soll geprüft werden.

## Betriebliche Bedeutung

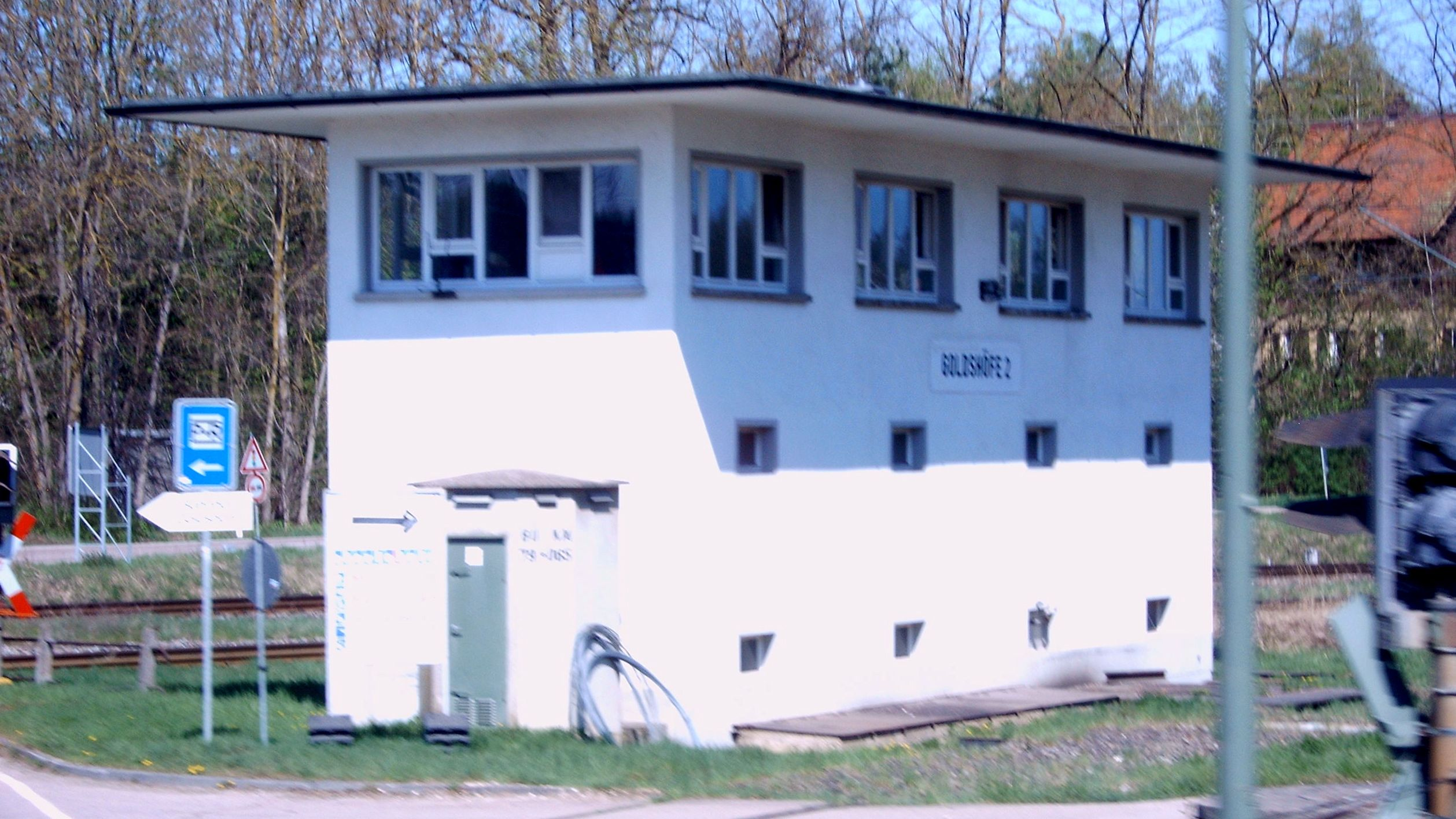
Stellwerk 2 (Ost)

Der Bahnhof ist der Preisklasse 6 zugeordnet. Er bezieht seine betriebliche Bedeutung hauptsächlich durch die Funktion als Trennungsbahnhof. Zum Wenden, Abstellen und zur Wartung von Zügen dient der nahegelegene Aalener Hauptbahnhof.
In Goldshöfe halten Regionalbahnen der Linie nach Donauwörth und Metropolexpress-Züge der Linie in Richtung Crailsheim, wobei der Taktfahrplan auf günstige Umstiegsmöglichkeiten über Eck ausgerichtet ist. Die Intercity-Züge zwischen Karlsruhe und Nürnberg fahren ohne Halt durch.
| Linie       | Verlauf                                                            | Frequenz                                    | Betreiber                 |
| ----------- | ------------------------------------------------------------------ | ------------------------------------------- | ------------------------- |
| MEX 13      | Stuttgart – Aalen – Goldshöfe – Ellwangen (– Crailsheim)           | Stundentakt, nach Crailsheim zweistündlich  | Arverio Baden-Württemberg |
| RE 89 RB 89 | Aalen – Goldshöfe – Nördlingen – Donauwörth (– Augsburg – München) | Stundentakt (alle zwei Stunden bis München) | Arverio Bayern            |

(Stand 11. Dezember 2022)
Eine Bushaltestelle, die allerdings nur an Schultagen bedient wird, eine Park-and-ride-Anlage und eine überdachte Fahrradabstellanlage sind vorhanden.